# Theo Wolvecamp
Theo Wilhelm Wolvecamp (Hengelo, 30 augustus 1925 - Amsterdam, 11 oktober 1992) was een kunstschilder en graficus, die een aantal jaren deel uitmaakte van de Cobra-groep.

## Jeugd en opleiding
Zijn vader was kleermaker en overleed ca. 1934 toen Wolvecamp negen jaar was. Hij begon al tijdens de oorlog (1940-45) verfijnd kubistisch te schilderen en leerde het echte tekenen op privéles. In 1942 schilderde hij korte tijd samen met Eef de Weerd op het atelier van Riemko Holtrop; beiden werkten er toen aan een stilleven. Het was ook Holtrop die hen in contact bracht met de oudere schilders uit de omgeving van Goor: Folkert Haanstra sr. en Jan Broeze. Wolvecamp schoolde zichzelf in Hengelo door kunstboeken uit de bibliotheek te lenen, en leerde zo het werk kennen van o.a. de Impressionisten, De Bergense School-schilders, Jacoba van Heemskerck en Kandinsky; ook bezocht hij de musea in Amsterdam en kwam er werken tegen van de schilders die een paar jaar later Cobra zouden oprichten. Vanaf 1945 volgde hij de kunstacademie in Arnhem waar hij portretten, landschappen en stillevens schilderde; hij hield het er slechts een kleine twee en een half jaar uit. De Amsterdamse schilder Piet Landkroon hielp hem in 1947 om naar Amsterdam te kunnen komen en in een gedeeld atelier te werken, waar hij vaak 's nachts experimenteerde. Corneille die in de buurt woonde werd nieuwsgierig naar zijn werk en na een bezoek op het atelier was hij erg verrast.

## Leven en werk
In Amsterdam raakte Wolvecamp al snel betrokken bij de oprichting van de Experimentele Groep in Holland en in het najaar van 1948 bij de Cobra-beweging. In korte tijd ontwikkelde hij een spontane, abstracte schilderkunst met vrije vormen en lijnen, waarmee hij direct aansloot bij het experimentele werk van de andere schilders in Cobra, zoals Karel Appel, Constant, Corneille en Anton Rooskens, die direct overtuigd werden door zijn werk toen zij voor het eerst de improvisaties van 'die arme Twentse schilder' onder ogen kregen. Wolvecamp schaarde zich enthousiast achter de doelstellingen van Cobra; zijn schilderijen, gouaches en tekeningen uit die periode zijn explosies van spontane abstracties, waarin zwarte, bijna kalligrafische lijnen zich slingeren om de gele en blauwe vlekken die zich bewegen in een lichte ruimte. Met de tentoonstelling van Cobra in 1949 in het Stedelijk Museum Amsterdam (toen onder leiding van Willem Sandberg) besloot hij Cobra te verlaten, maar hij kwam vrij snel terug op zijn besluit en keerde kort erop terug. Wolvecamp behield het contact met Appel, Constant en Corneille en nam deel aan de tentoonstelling in Luik in 1951. Er is weinig werk uit zijn Cobra-jaren bewaard gebleven omdat hij, ontevreden over het resultaat, veel ervan heeft vernietigd of overgeschilderd.
Van 1953 tot 1954 werkte Wolvecamp in Parijs. Daarna keerde hij terug naar het betrekkelijke isolement van zijn geboorteplaats Hengelo. Wat rond die jaren in Twente door de lokale schilders nog moeizaam moest worden bevochten, was voor Wolvecamp allang geschiedenis geworden. Deze voorsprong in ontwikkeling verklaart zeker zijn betrekkelijk afzijdige opstelling aldaar. Het was aan de legendarische verzamelaar-kousenfabrikant Hans de Jong (Jovanda) te danken dat de jonge schilder aan het spreekwoordelijk zwarte gat ontkwam. De Jong bood hem atelierruimte en er ontstond een naar beide zijden stimulerend contact tussen Wolvecamp en het gezin De Jong. De Jong was een van de weinige verzamelaars in Twente die in de gelegenheid was om de ontwikkeling van de moderne kunst internationaal te volgen. Voor Wolvecamp, die ervaringen had opgedaan met kunstenaars-geestverwanten in onder andere Denemarken en Frankrijk, maar niet de middelen bezat om die contacten levendig te houden, was het weldadig om tijdelijk met De Jong te verkeren. Hij herinnerde zich goed hoe hij De Jong op het spoor zette van Appel en Willem de Kooning, van de Franse schilders Soulages en Dubuffet, van Wols en Yves Klein, en natuurlijk van de Deense kunstenaars van Cobra: 'Ik moest soms wel een half jaar lullen voor hij ertoe overging iets van deze kunstenaars aan te kopen' .
Wolvecamp overleed op 67-jarige leeftijd. Na zijn dood maakten vrienden van Wolvecamp bekend dat een dag voor zijn crematie voor ruim één ton aan kunst uit zijn huis was gestolen, waaronder tekeningen die Wolvecamp had geselecteerd voor een boek.

### Periodes
Direct na de oorlog maakte het werk van Pablo Picasso veel indruk op Wolvecamp. Later raakte hij geïnteresseerd in Joan Miró; ook de benadering van Kandinsky kreeg toen veel invloed op zijn werk. In beide kunstenaars herkende Wolvecamp zowel de spontane improvisatie als de ontstane vrijheid, die ontstond, zo gauw ze de band met een onderwerp loslieten, aldus Wolvecamp in een interview met Leo Duppen in 1984:
 'Vanuit het experiment ontwikkel je een contact met de materie; je probeert de materie in beweging te zetten en psychisch te laden. Althans, dat probeer je niet, dat gebeurt gewoon, omdat het in je aard zit. Daar ben ik nog steeds mee bezig. Dat heeft een stempel op mij gedrukt in die jaren [kort na 1945] en daar ben ik aan vast blijven houden... Eigenlijk vind ik Jorn de grootste schilder  van de CoBrA-beweging. Dat durf ik best te zeggen. Jorn heeft die twee dingen goed weten samen te brengen: het materialisme van de verf en de inhoudelijke kant, de magie, het mythische in het schilderij.' 
Na zijn Miró-achtig begin maakte Wolvecamp abstract-expressionistische werken, in vaak donkere tonen en met dik aangezette verflagen. Het tekenen en schilderen ging in Amsterdam samen gelijk op en beide werden met veel spontaniteit neergezet. Hij plaatste veelal toevallige lijnen en kleurvlakken die met elkaar grillige, abstracte composities vormden; de spontaniteit was te explosief (een werk kreeg dan ook de titel Explosie, in het Stedelijk Museum) om gekanaliseerd te kunnen worden. Wolvecamp experimenteerde toen met verschillende technieken en materialen, tekende met krijt of met pen en penseel, waarbij hij ook inkt of aquarel gebruikte, en paste bovendien weleens collage toe. In deze beginjaren werd zijn voorkeur voor rood, geel, blauw en zwart al zichtbaar; vooral zwart was essentieel. Er was invloed van Kandinsky en Miro, omgezet in een uitgesproken rauwe en ongelikte schilderwijze. Vanaf 1955 duiken in zijn composities fantasiewezens en andere figuraties van dierlijke of menselijke wezens op, waardoor deze verwantschap kregen met de schilderijen van het Deense COBRA-lid Asger Jorn; er valt hierin wel iets te herkennen, maar langs de omweg van de fantasie.
Vanaf 1970 volgde een periode van twintig jaar waarin Wolvecamp worstelde in en met de verf, om sprekende beelden tot stand te brengen; de verf werd in groet hoeveelheden op het doek gebracht. Er ontstond een schilderkunst met verdichting; deze werd plastischer, zwaarder en meer gelaagd - vaak ook veel dramatischer en mysterieuzer dan voorheen. Wolvecamp omschreef in 1984 zijn latere werkwijze zelf:
 'Het verhaal zit in de verf zelf. Ik schets improviserend met kleur en dan begin ik daar verf in te zetten. Soms gebeurt dat snel, maar vaak schilder ik het hele doek weer over, zodat er hier en daar nog iets van de materie zichtbaar blijft.. Dan bouw ik het weer verder op..  .Het is de materie die reflecteert op mijn gevoel., die me de ideeën en vormen suggereert en die me weer aanzet tot activiteit. Daardoor kom ik tot een vormgeving, tot een wereld die ik op dat moment voel. ik ga dan door verschillende stadia en alle handelingen vooraf zijn slechts hulpmiddelen.' 
Het etiket Cobra, waaronder Wolvecamp bekendheid kreeg, bleek uiteindelijk te beperkt voor zijn gehele oeuvre, want hij had zich losgemaakt van dat uiterst belangrijke moment in zijn jonge jaren. Hij bleek in zijn werk met een veel ruimer en internationaler veld van naoorlogse kunst verbonden.

### Tekeningen
Er waren perioden dat het ene na het andere getekende blad of gouache op papier als zelfstandig product onder zijn handen vandaan kwam; daarnaast had hij tekeningen en schetsboekjes waarin hij zijn invallen noteerde, waarbij opvallend is dat hij daarbij verschillende technieken gebruikte. Zo ontstond er voor hem veel en levendig materiaal, waaruit hij soms iets koos voor het beginnen van een schilderij. Meestal was in het uiteindelijke geschilderde resultaat nauwelijks meer iets van de tekening te herkennen, als gevolg van zijn vrij moeizame en pasteuze werkwijze op het doek.

### Belangrijke exposities
Wolvecamp had nooit de behoefte om zijn werken zomaar overal te laten zien, maar de tentoonstellingen waar het wel te zien was, hadden zonder uitzondering een hoge status. Wat Twente betreft waren dat Van Daumier tot Picasso, een tentoonstelling uit particulier bezit en geselecteerd door Dirk Hannema in 1956, in de Waag in Almelo, Facetten van hedendaagse kunst in 1958 in het Rijksmuseum Twenthe in Enschede, geselecteerd door Ben Akkerman namens de Enschedese Kunststichting, en Gestalten in 1961 in de Kunstzaal in Hengelo. Op deze tentoonstellingen hing hij te midden van nationaal en internationaal toonaangevende en veelbelovende kunstenaars. Zelf rekende Wolvecamp zijn deelname aan ldole und Dämonen, een tentoonstelling van Werner Hoffmann in 1963 in Wenen, tot zijn grootste successen. Hij hing daar in de 'vogelhoek', tussen Francis Bacon en Graham Sutherland, en dicht bij Max Ernst. Hoffmann was bij toeval op Wolvecamps werk gestuit toen hij een kunsthandelaar in Zürich bezocht.

### Regio Twente
Naast zijn vriendschappen met de Hengelose kunstenaars Eef de Weerd en Riemko Holtrop, had Wolvecamp al vroeg in zijn loopbaan contact met de schrijver en dichter Bert Schierbeek uit Glanerbrug (Enschede), die ook bevriend was met andere leden van de Cobrabeweging. Maar in Hengelo en eigenlijk in geheel Overijssel bleef Wolvecamp verder een tamelijk geïsoleerde figuur. Hij maakte er geen school en hij had geen leerlingen. Al was het werk van Wolvecamp door de jaren heen bij verschillende gelegenheden in de regio te zien geweest, en al waren er in de omgeving verschillende kunstenaars die door zijn werk geïnspireerd en beïnvloed werden, toch had slechts een beperkt aantal mensen in de omgeving persoonlijk contact met hem. Het grote publiek had er geen weet van een internationaal gerespecteerd kunstenaar in zijn midden te hebben. Pas in 1984, nadat Wolvecamps werk inmiddels over de gehele wereld was gegaan, kreeg het Hengelose publiek een solotentoonstelling van Wolvecamp te zien in de Kunstzaal. Daarna groeide geleidelijk aan zijn bekendheid en waardering in de regio. 

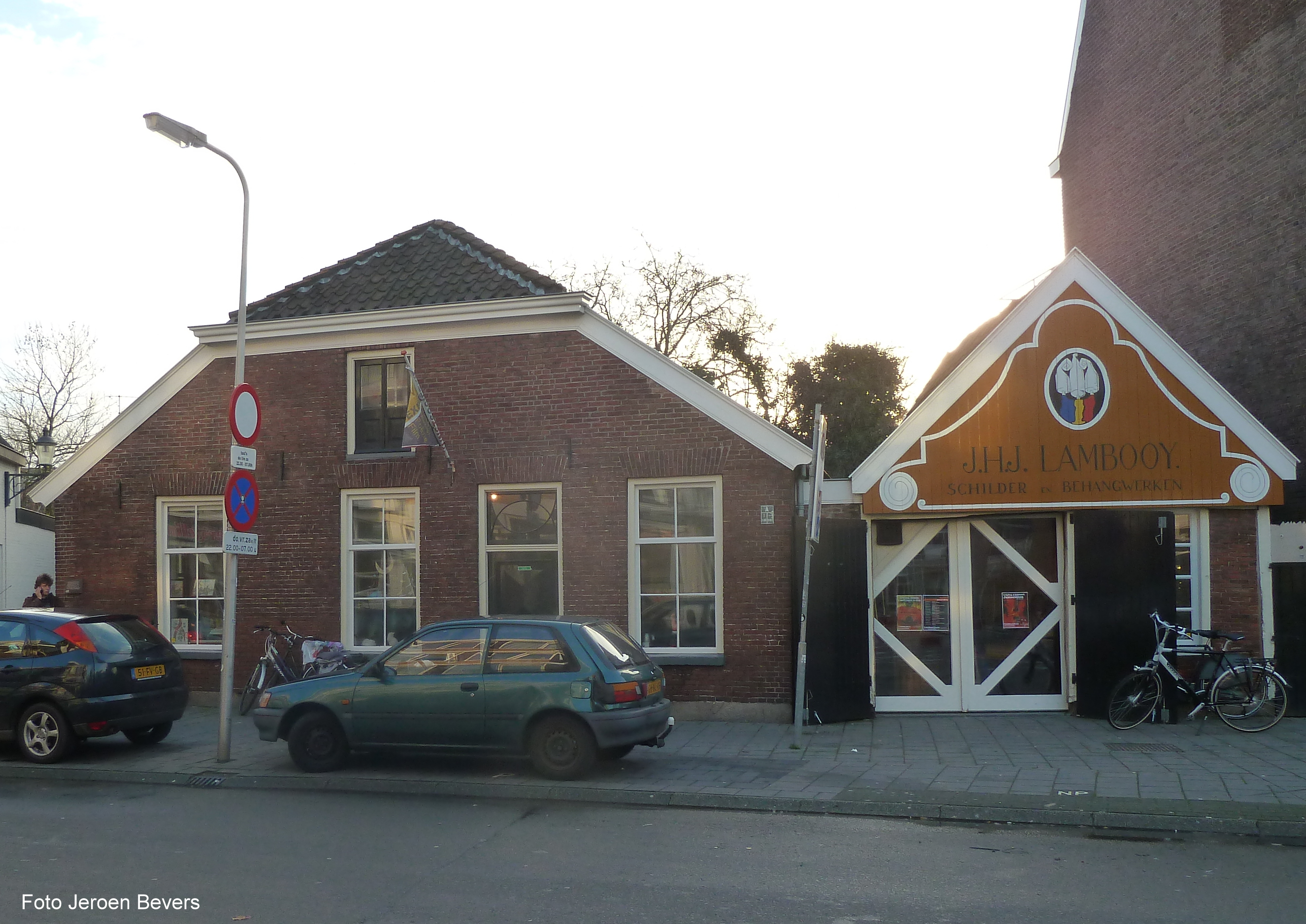
Het Lambooijhuis

Zijn werk is onder andere te zien op de website van de gemeente Hengelo.

In zijn voormalig woonhuis te Hengelo (een oude boerderij) is tegenwoordig de kunstsociëteit Lambooijhuis gevestigd.

Sinds 1998 is De Wolvecampprijs ingesteld, een tweejaarlijkse prijs voor de schilderkunst; in aanmerking komen schilders die minimaal vijf jaar in Nederland wonen en niet ouder zijn dan veertig jaar.

## Musea
Werken van Theo Wolvecamp zijn te zien in diverse musea met moderne kunst onder andere:
- Cobra Museum voor Moderne Kunst in Amstelveen
- Dordrechts Museum in Dordrecht
- Stadsgalerij Heerlen in Heerlen
- Gemeentemuseum Helmond in Helmond
- Stedelijk Museum Schiedam in Schiedam
- Silkeborg Kunstmuseum in Silkeborg
- Museum De Wieger in Deurne